# Aurul negru din Oklahoma
Aurul negru din Oklahoma (titlul original: în engleză Oklahoma Crude) este un film de comedie-dramatică western american, realizat în 1973 de regizorul Stanley Kramer, protagoniști fiind actorii Faye Dunaway, George C. Scott, John Mills și Jack Palance. 

## Conținut
Acțiunea filmului amplasată la începutul secolului XX, descrie încercările unei femei singure, Lena Doyle, amenințată de oameni de afaceri duri ale unei mari companii petroliere, care vor să-i cumpere cu forța terenurile presupunându-se că dețin țiței. Fire tenace, Lena decide să se lupte cu marele concern reprezentat printr-un om total lipsit de scrupule, Hellman și pentru a face acest lucru, acceptă ajutorul tatălui ei și al unui muncitor ambulant angajat, pe nume Mason. Îmreună s-au prins într-o luptă foarte dură împotriva giganților petrolieri, pentru a-și proteja proprietatea.

## Distribuție
- Faye Dunaway – Lena Doyle
- George C. Scott – Noble Mason
- John Mills – Cleon Doyle, tatăl Lenei
- Jack Palance – Hellman
- William Lucking – Marion
- Harvey Jason – Wilcox
- Ted Gehring – Wobbly
- Cliff Osmond – Massive Man
- Rafael Campos – Jimmy
- Woodrow Parfrey – Lawyer
- John Hudkins – Bloom
- Harvey Parry – Bliss
- Bob Herron – Dulling
- Jerry Brown – Rucker
- Jim Burk – Moody

## Melodii din film
- Cântecul Send a Little Love My Way, text de Hal David și muzica de Henry Mancini, este interpretat de Anne Murray.

## Premii
- 1973 - Marele Premiu la Festivalul de film din Mosccova